# Europarlamentari della Danimarca della VII legislatura
Gli europarlamentari della Danimarca della VII legislatura, eletti in occasione delle elezioni europee del 2009, sono stati i seguenti.

## Composizione storica
| Europarlamentare     | Lista                          | Gruppo    |
| -------------------- | ------------------------------ | --------- |
| Margrete Auken       | Partito Popolare Socialista    | Verdi/ALE |
| Bendt Bendtsen       | Partito Popolare Conservatore  | PPE       |
| Ole Christensen      | Socialdemocratici              | S&D       |
| Anne E. Jensen       | Venstre                        | ALDE      |
| Dan Jørgensen        | Socialdemocratici              | S&D       |
| Morten Løkkegaard    | Venstre                        | ALDE      |
| Morten Messerschmidt | Partito Popolare Danese        | EFD       |
| Jens Rohde           | Venstre                        | ALDE      |
| Anna Rosbach         | Partito Popolare Danese        | EFD       |
| Christel Schaldemose | Socialdemocratici              | S&D       |
| Søren Bo Søndergaard | Movimento Popolare contro l'UE | GUE/NGL   |
| Britta Thomsen       | Socialdemocratici              | S&D       |
| Emilie Turunen       | Partito Popolare Socialista    | Verdi/ALE |

## Modifiche intervenute

### Socialdemocratici
- In data 13.12.2013 a Dan Jørgensen subentra Claus Larsen-Jensen.

### Movimento Popolare contro l'UE
- In data 05.02.2014 a Søren Bo Søndergaard subentra Rina Ronja Kari.